# Anumeta sabulosa
Anumeta sabulosa là một loài bướm đêm trong họ Erebidae.